# Peter Pilz
Peter Pilz (Kapfenberg, 1954. január 22. –) osztrák politikus, 1992 és 1994 között az Osztrák Zöld Párt országos szóvivője.

## Politikai karrier
1985 és 1991 között az osztrák szövetségi parlament alsóháza, a Nemzeti Tanács (Nationalrat) képviselője volt. 1991 és 1997 között Pilz volt a Zöld Párt frakcióvezetője a bécsi tartományi parlamentben (Wiener Gemeinderat und Landtag). 1999-ben újra a Nationalrat tagja lett.
2017. július 17. kilépett a zöld pártbol.